# Palazzo Cellammare
Il palazzo Cellammare (o Cellamare), chiamato anche palazzo Francavilla, è un edificio di valore storico e architettonico di Napoli, ubicato nel quartiere San Ferdinando.

## Storia

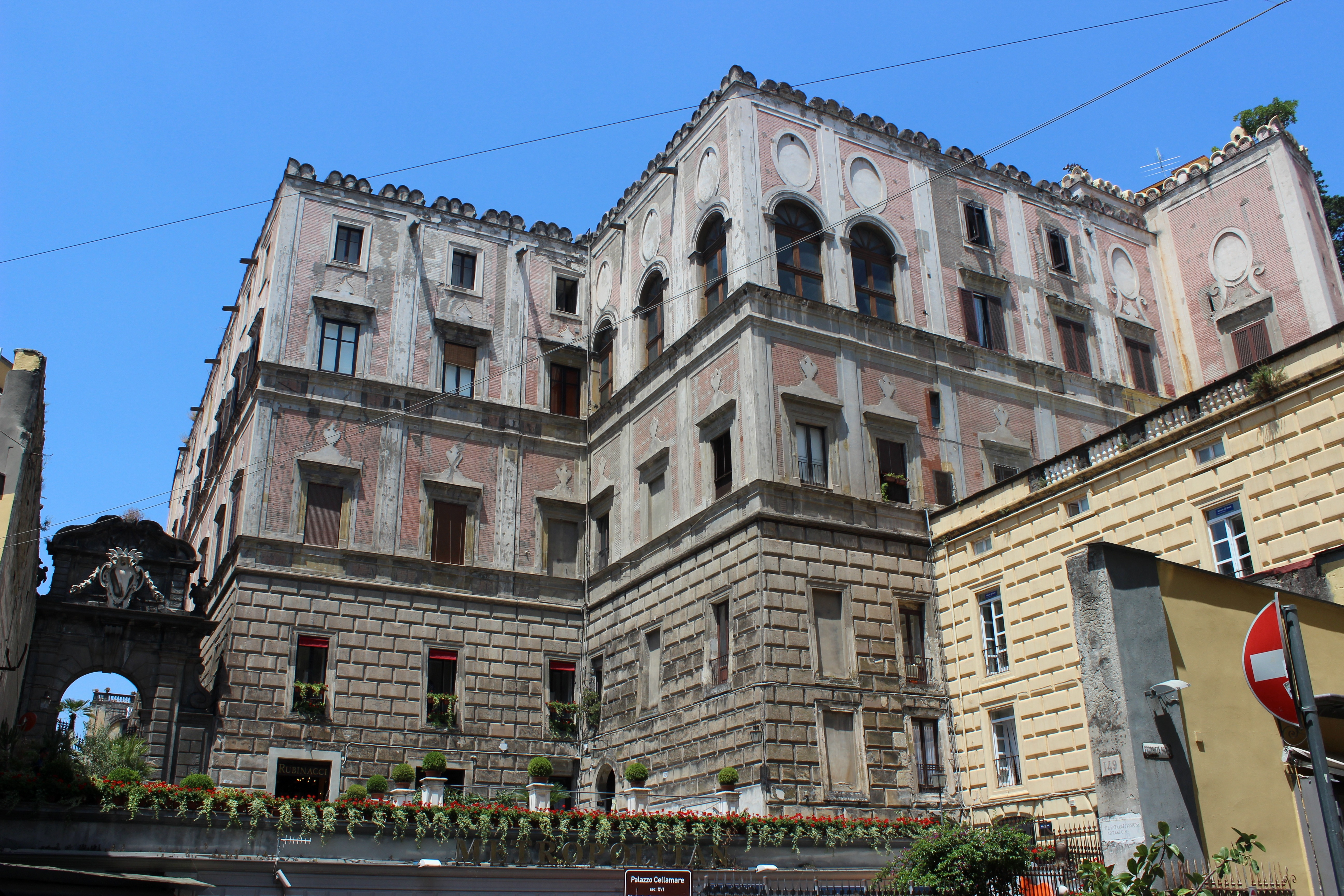
L'intera facciata del palazzo su via Chiaia prima dei restauri

La fondazione del palazzo risale al primo decennio del XVI secolo per la volontà dell'abate di Sant'Angelo di Atella Giovanni Francesco Carafa. Succedutogli il nipote Luigi Carafa nel 1531, questi incaricò Ferdinando Manlio di restaurare completamente l'edificio secondo i più tipici gusti cinquecenteschi.
Nel XVII secolo, il palazzo fu assalito dal popolo durante la rivolta di Masaniello e fu adibito a lazzaretto durante l'epidemia di peste del 1656. Nel 1689 invece, morto l'ultimo principe di Stigliano (Nicola Maria de Guzmàn Carafa), l'edificio divenne proprietà dello Stato.
Nel secolo successivo (1700) fu acquistato dal duca genovese Antonio del Giudice, principe di Cellamare e duca di Giovinazzo. Fu poi dimora del principe di Francavilla Michele Imperiali, il quale era solito organizzare grandi feste e ricevimenti nel palazzo come nel suo casino di caccia al Chiatamone, così come descritto da Benedetto Croce: «...Questo nobile e ricchissimo signore, feudatario nel Regno e fuori Regno, decorato dei maggiori titoli e uffici, magnifico e generoso, divenne il centro dell'alta Società napoletana». Durante questi anni il palazzo divenne centro di ricevimento anche di importanti personaggi della nobiltà italiana. A tal proposito vi furono effettuati al suo interno importanti lavori di ammodernamento eseguiti da Francesco Antonio Picchiatti nel corso della seconda metà del XVII secolo. Tali lavori interessarono sia gli interni della villa, sia l'esterno, con la nascita di due giardini.
Agli inizi del XIX secolo il palazzo fu utilizzato per ospitare parte della collezione Borbone, composta dalle opere che Ferdinando IV portò in precedenza con sé a Palermo, per evitarne la sottrazione durante l'avvento dei francesi del 1799, e da opere che il suo emissario Domenico Venuti fu incaricato di reperire nel mercato di antiquariato romano, sia quelle trafugate che di nuove. Nel corso dello stesso secolo, con la forte urbanizzazione dell'area sulla quale insiste il palazzo, alcuni lavori hanno ridotto in grande misura la panoramica della villa.
Nel settembre del 2021 sono cominciati i lavori di restauro di tutti i prospetti esterni e interni del palazzo; i lavori che hanno riguardato anche il portale e il giardino storico sono terminati nel 2024.

## Architettura e arte

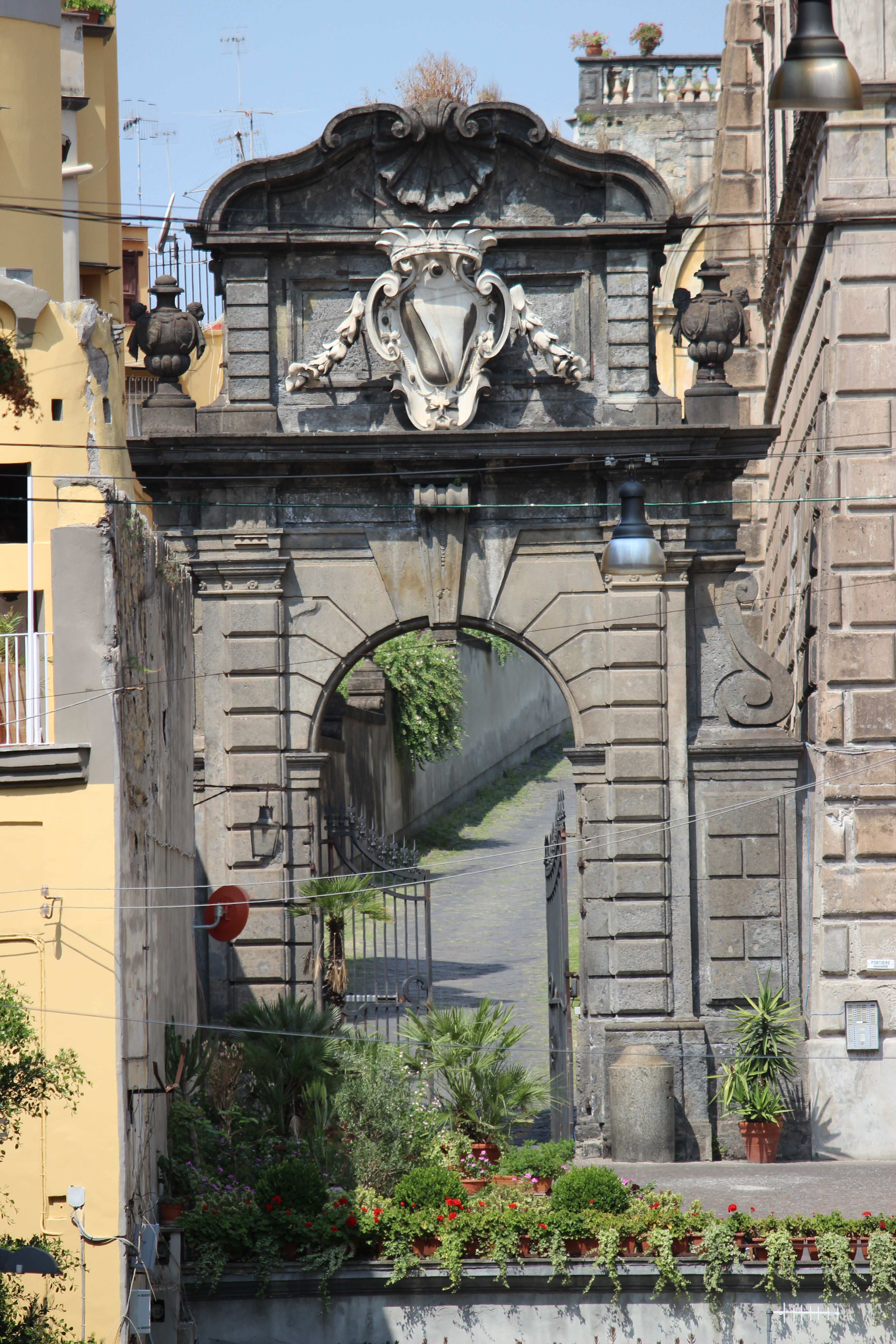
Il portale monumentale di Ferdinando Fuga

Da via Chiaia appare come un palazzo fortificato con il mezzanino a scarpata in bugnato liscio; il portale d'ingresso consiste in arco di piperno in stile barocco, mentre la facciata su via Filangieri è concepita come un prospetto di un palazzo nobiliare del Settecento. Nel corso degli anni, diverse mani hanno contribuito a rendere il palazzo così come appare oggi.
Tra il 1668 ed il 1670 l'architetto Francesco Antonio Picchiatti effettuò alcuni lavori interni, avendovi lavorato già prima, nel 1651, con l'edificazione dello scalone monumentale, poi demolito per essere sostituito da un altro di Giovan Battista Manni.
Del Ferdinando Sanfelice invece è il portale a linee spezzate interno all'edificio (che conduce allo scalone); mentre di notevole bellezza è la cappella della Vergine del Carmelo realizzata da Giovan Battista Nauclerio nel 1727 e sul cui altare vi è un dipinto di Agostino Masucci.
Ferdinando Fuga, chiamato ad eseguire lavori di abbellimento dell'edificio già dal 1726, eseguì invece il portale d'ingresso al cortile, di chiara impronta barocca napoletana.
Il palazzo dispone sul retro anche di un vasto giardino, presente sin dalla metà del XVI secolo, che ha visto nel corso dei secoli prima un'espansione dello spazio verde, con Michele Imperiali come affittuario, e poi una riduzione dello stesso, avvenuta quando si intensificò l'urbanizzazione di quell'area durante l'Ottocento, con la rimozione di due dei tre giardini che caratterizzavano l'edificio. Il giardino dispone al centro alcuni frammenti di una fontana realizzata da Giovanni da Nola.
Riguardo agli interni sono degni di menzione due appartamenti: quello al piano inferiore, abitato nella prima metà dell'Ottocento dall'arcivescovo di Napoli Filippo Giudice Caracciolo ed ereditato successivamente dagli Acton, che ha una serie di sale dalle volte affrescate nella prima metà del XVIII secolo; e quello al piano nobile che nel XVIII secolo fu preso in affitto prima dal principe Michele Imperiali e poi dalla regina Maria Carolina e che possiede una sequenza di quattro saloni con le volte affrescate, una ciascuno, da Pietro Bardellino, Giacinto Diano, Fedele e Alessandro Fischetti.
Nel 1948 è stato aperto in alcune cave di tufo al di sotto del palazzo (usate a suo tempo per reperire i materiali di costruzione dell'edificio) il "cine-teatro Metropolitan", su progetto dell'architetto Stefania Filo Speziale. Il cinema, famoso per essere il più capiente della città (circa 3000 posti) è stato riaperto negli anni duemila dopo un lungo periodo di chiusura e riadattato a seguito di specifici lavori.

## Ospiti celebri
Nel palazzo furono ospitate diverse illustri personalità di fama internazionale. Tra questi, si ricorda Giacomo Casanova (che lo cita nel suo libro chiamato "Memorie"), Angelica Kauffmann, Jakob Philipp Hackert, Goethe (nel 1787), Torquato Tasso, e Caravaggio, per il quale l'edificio fu di fatto l'ultima dimora.
Nel Novecento, viveva qui il grande matematico  Renato Caccioppoli, che vi morì suicida nel 1959. Trascorse lì i suoi primi anni anche il matematico francese Claude Viterbo.